# Plan Anaconda

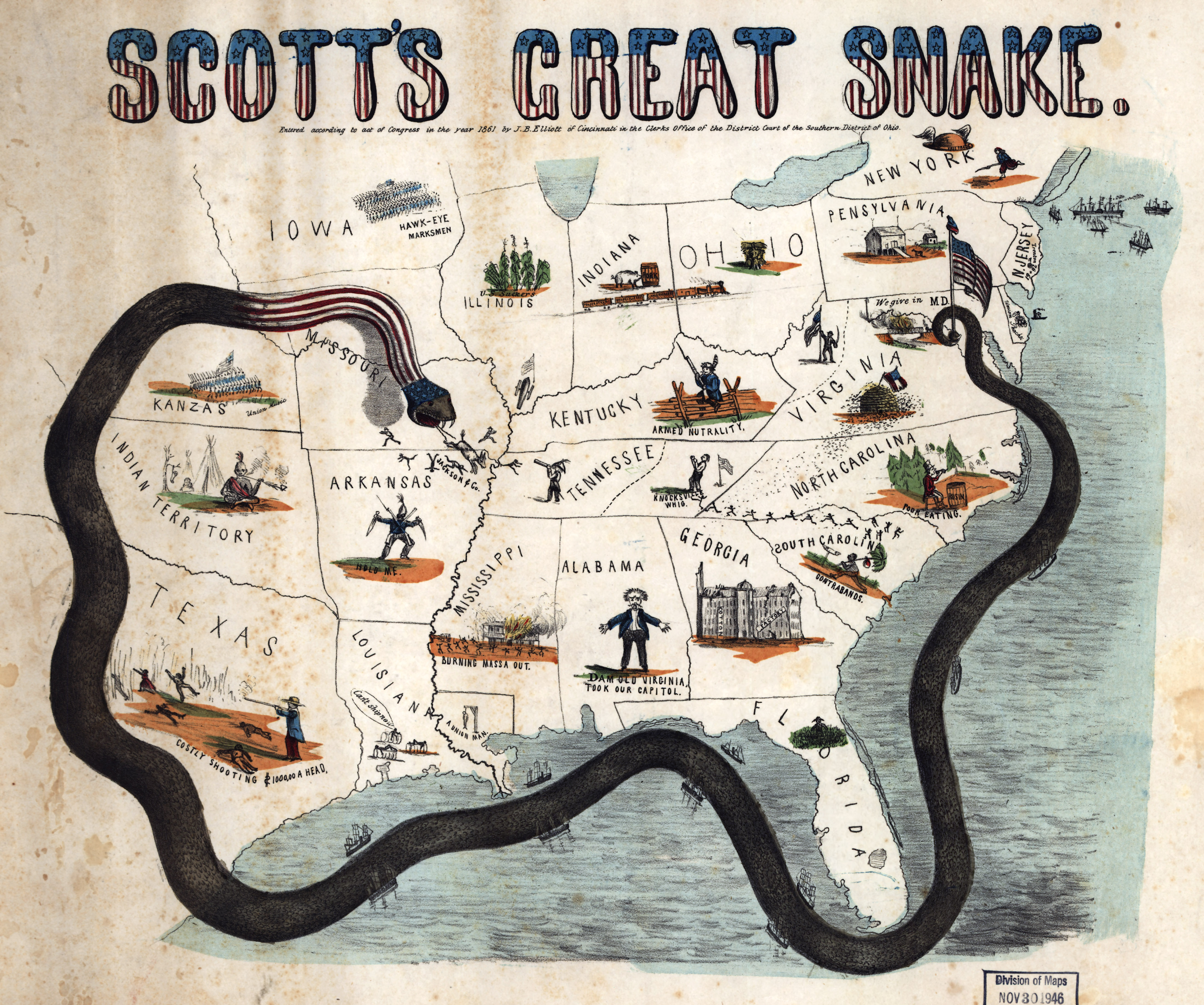
Caricatura del Plan Anaconda.

El Plan Anaconda fue el nombre dado a un proyecto militar de la Guerra Civil de Estados Unidos, creado por el general de la Unión Winfield Scott, y entró en vigor en 1862. El Plan instituyó un cerco de la Confederación por parte de la Unión, a través de un bloqueo naval, de control del río Misisipi y del río Tennessee, cercando y dividiendo totalmente la Confederación. El bloqueo naval sobre ésta - cuyo objetivo era suprimir la exportación de algodón, tabaco y alimentos a países europeos, y la importación de armamento- implicó una constante vigilancia de 4.800 kilómetros de litoral sureño, una tarea consideranda imposible desde un principio. Scott popularizó el término "Plan Anaconda", pues a semejanza de la anaconda sudamericana, que mata a sus víctimas enroscándose alrededor de ellas hasta asfixiarlas y romper sus huesos, el Norte se proponía destruir y "asfixiar" la economía del Sur "aprisionando" sus territorios mediante un bloqueo.
El bloqueo obtuvo buenos resultados en los primeros seis meses de operación, y era realmente severo dos años después del inicio de la guerra. Si bien numerosos barcos confederados lograron burlarlo en varias ocasiones, se trataba de casos aislados, pues la presencia de navíos nortistas impedía que los Estados Confederados de América mantuvieran un comercio internacional apreciable con sus clientes europeos, debilitando mucho su economía. Además el control nordista sobre los ríos Misisipi y Tennessee proveía un acceso fácil y directo a varias ciudades importantes de la Confederación.
Aparte de estos tres objetivos primarios, el Plan también tenía como objetivo la captura de la capital de la Confederación, Richmond. Aunque el general Scott consideraba este Plan como una forma de terminar la guerra de manera incruenta, la voluntad de resistencia del Sur era muy fuerte y los dos años consecutivos de bloqueo mostraron que eran indispensables victorias bélicas adicionales para que el Norte ganase la guerra. Adicionalmente, se criticó la importancia dada a la captura de Richmond, pues esta ciudad poco tenía de valor estratégico, excepto por los buenos efectos en la moral de la población de la Unión, y por el hundimiento de la moral de la Confederación.